# Arena Malaya Sportivnaya
La Malaya Sportivnaya Arena (en ruso: Малая Спортивная Арена, lit. 'El Estadio Pequeño de los Deportes') es un estadio de fútbol ubicado en la ciudad de Tiraspol, capital de Transnistria, Moldavia. El estadio fue inaugurado en 2002 y tiene capacidad para 8.000 espectadores, haciendo que sea el tercer mayor estadio de Moldavia.
El equipo reserva del Sheriff Tiraspol, FC Dinamo Bender y FC Tiraspol disputan en este estadio sus partidos como local.
Está localizado en el Complejo de Deportes del Sheriff, junto al Estadio Sheriff.